# Odontophrynus monachus
Odontophrynus monachus es una especie de anfibios de la familia Cycloramphidae. Es endémica del sudeste del Brasil.

## Distribución geográfica

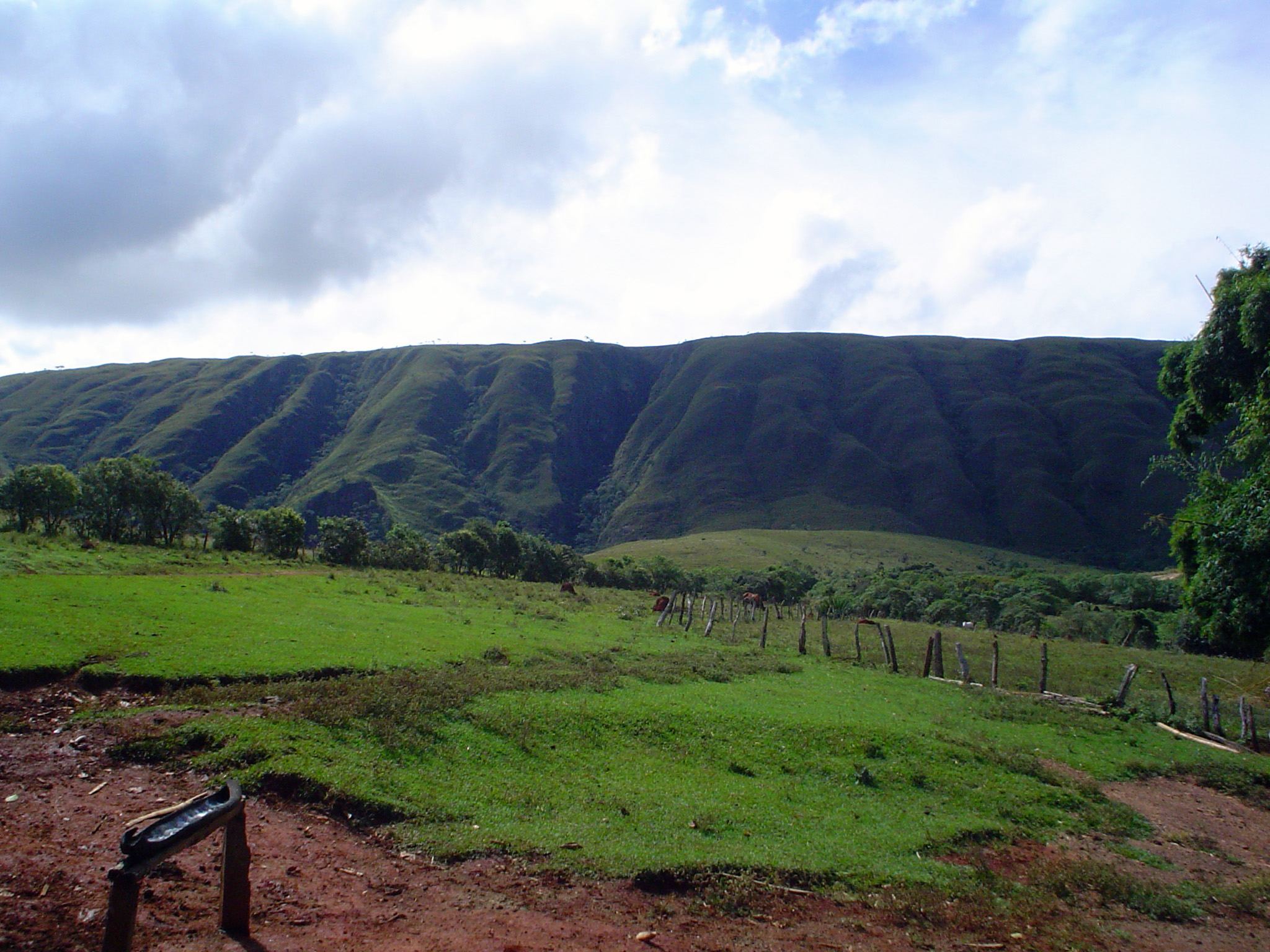
El hábitat de esta especie en el parque nacional de la Sierra de Canastra.

Es endémica del sudeste del Brasil, específicamente del parque nacional de la Sierra de Canastra, localizado en el Estado de Minas Gerais, coordenadas 20°15′″S 46°30′″W; a una altitud de 1350 m s. n. m. en el municipio de São Roque de Minas, en la zona donde se encuentra el nacimiento del río São Francisco.

## Hábitat
Es un endemismo de la Provincia fitogeográfica del Cerrado.

## Descripción
Odontophrynus monachus fue descrito por Ulisses Caramaschi y Marcelo Felgueiras Napoli en el año 2012.

## Taxonomía y genética
Esta especie fue incluida en el «grupo Odontophrynus cultripes». 

## Conservación
Si bien al ser una especie endémica mantiene una cierto riesgo, al estar su hábitat inserto en el parque nacional de la Sierra de Canastra su situación no presenta gravedad.